# Oiana Blanco
Pour les articles homonymes, voir Blanco.
Oiana Blanco Echevarría, née le 13 mai 1983 à Orio, est une judokate espagnole.

## Palmarès international en judo
| Championnats du monde | Championnats du monde | Championnats du monde |
| Année                 | Médaille              | Catégorie             |
| --------------------- | --------------------- | --------------------- |
| 2009                  | argent                | –48 kg                |
| Championnats d'Europe |                       |                       |
| Année                 | Médaille              | Catégorie             |
| 2010                  | bronze                | –48 kg                |